# Purwo Harjo
Purwo Harjo is een bestuurslaag in het regentschap Tebo van de provincie Jambi, Indonesië. Purwo Harjo telt 5.528 inwoners (volkstelling 2010).